# ماكسيم جوس
ماكسيم جوس (بالفرنسية: Maxime Josse)‏ (مواليد 21 مارس 1987 في سان كنتان، فرنسا) لاعب كرة قدم فرنسي يلعب حاليا لصالح نادي الدرجة الأولى سوشو الفرنسي منذ 2005 في مركز قلب الدفاع.

## روابط خارجية
- ماكسيم جوس على موقع رابطة كرة القدم الفرنسية للمحترفين (الإنجليزية)
- ماكسيم جوس على موقع قاعدة بيانات كرة القدم.إي يو (الإنجليزية)
- ماكسيم جوس على موقع ليكيب (الفرنسية)
- ماكسيم جوس على موقع Soccerway.com (الإنجليزية)
- ماكسيم جوس على موقع كووورة